# GSC898-1047
GSC898-1047 — хімічно пекулярна зоря спектрального класу B3, що має видиму зоряну величину в смузі V приблизно 11,8.
Вона  розташована на відстані близько 934,5 світлових років від Сонця.

## Пекулярний хімічний склад
Зоряна атмосфера GSC898-1047 має підвищений вміст 
He
.